# عثمان حسن
عثمان حسن (انگلیسی: Osman Hassan؛ زادهٔ ۲۷ ژانویهٔ ۱۹۵۲) بازیکن بسکتبال اهل مصر بود.